# Вещь в себе
Вещь в себе, вещь сама по себе (нем. Ding an sich; англ. thing-in-itself; фр. chose en soi) — философский термин, вещь как таковая, вне зависимости от нашего восприятия. Понятие вещи в себе тесно связано у Иммануила Канта с понятием ноу́мен (греч. νοούμενον «постигаемое» от νοέω «постигаю»), обозначающим объекты умопостигаемые, в отличие от чувственно воспринимаемых феноменов.

## Предпосылки возникновения термина
Со времён античности философы выделяли умопостигаемые явления, получившие у Платона название ноуменов. Обострение вопроса о соотношении восприятия явлений окружающего мира и сущности этих явлений получило развитие в эпоху классической философии (на рубеже XVIII—XIX веков), представителем которой является немецкий философ Иммануил Кант.
Термин «вещь сама по себе (полностью: вещь, рассматриваемая сама по себе — нем. Ding an sich selbst betrachtet)» был использован Кантом в работах по теории познания «Пролегомены к метафизике», «Критика чистого разума» и др.

## Понятие
Нам даны вещи как вне нас находящиеся предметы наших чувств, но о том, каковы они сами по себе, мы ничего не знаем: мы знаем их только как явления, то есть они непосредственно даны нам как представления, которые они в нас производят, воздействуя на наши чувства. Конечно, тело существует вне нас, но это — лишь название, означающее явление того неизвестного нам, но тем не менее действительного предмета.
…если уничтожить наши субъективные свойства, то окажется, что представляемый объект с качествами, приписываемыми ему в чувственном наглядном представлении, нигде не встречается, да и не может быть нигде найден, так как именно наши субъективные свойства определяют форму его как явления.
Теплота, цвет, вкус, протяжение, место и вообще пространство со всем, что ему присуще (непроницаемость или материальность, фигура и пр.) принадлежат лишь к явлению тела; посредством чувств мы никак не можем познать вещь, какая она есть сама по себе.
Если бы природа означала существование вещей самих по себе, то мы никогда не могли бы её познать ни a priori, ни a posteriori. Для человека невозможно узнать, что присуще вещам самим по себе, то есть чем сами вещи определяются в своем существовании вне нашего понятия о них. Опыт хотя и учит нас тому, что и как существует, но никогда тому, что это необходимо должно быть так, а не иначе. Следовательно, опыт никогда не даст познания природы вещей самих по себе.
Разграничение явлений и вещей в себе имеет принципиальное значение в философии Канта. Благодаря такому разграничению возможно решение антиномии чистого разума, объяснение возможности чистой математики и чистого естествознания, а также пояснение понятия свободы в мире причинности.

## Проблема перевода
В XIX веке перевод кантовского понятия нем. Ding an sich как «вещь в себе» стал привычным и в работах о Канте. Это выражение вошло и в повседневный обиход.
В XX веке этот перевод неоднократно вызывал критику как неверный (собственный, вне философского контекста смысл немецкого an sich или французского en soi — «сам по себе», «самостоятельный», какого значения русское сочетание «в себе» не имеет) и тем самым вводящий мистику в учение Канта, поскольку эти слова можно понять так, что существует некая особая вещь, замкнутая «в себе» и непознаваемая по определению, в то время как у самого Канта речь идёт о сути всякой вещи как таковой, независимо от нашего взгляда на неё.
В ряде переводов работ Канта последних десятилетий XX века Ding an sich переводится как «вещь сама по себе», что адекватно кантовскому пониманию.